# Ugny-le-Gay
 Ugny-le-Gay  es una población y comuna francesa, en la región de Picardía, departamento de Aisne, en el distrito de Laon y cantón de Chauny.

## Demografía
| 222 | 215 | 196 | 172 | 148 | 166 |
| Para los censos de 1962 a 1999 la población legal corresponde a la población sin duplicidades (Fuente: INSEE [Consultar]) |     |     |     |     |     |